# Зутнер, Берта фон
Бе́рта Софи́ Фели́ситас, баронесса фон Зу́тнер (нем. Bertha Sophie Felicitas Freifrau von Suttner, урождённая графиня Кински, нем. Kinsky; 9 июня 1843, Прага — 21 июня 1914, Вена) — австрийская писательница, деятель международного пацифистского движения, первая женщина — лауреат Нобелевской премии мира (1905) и вторая женщина, получившая Нобелевскую премию (после Марии Кюри).

## Молодость

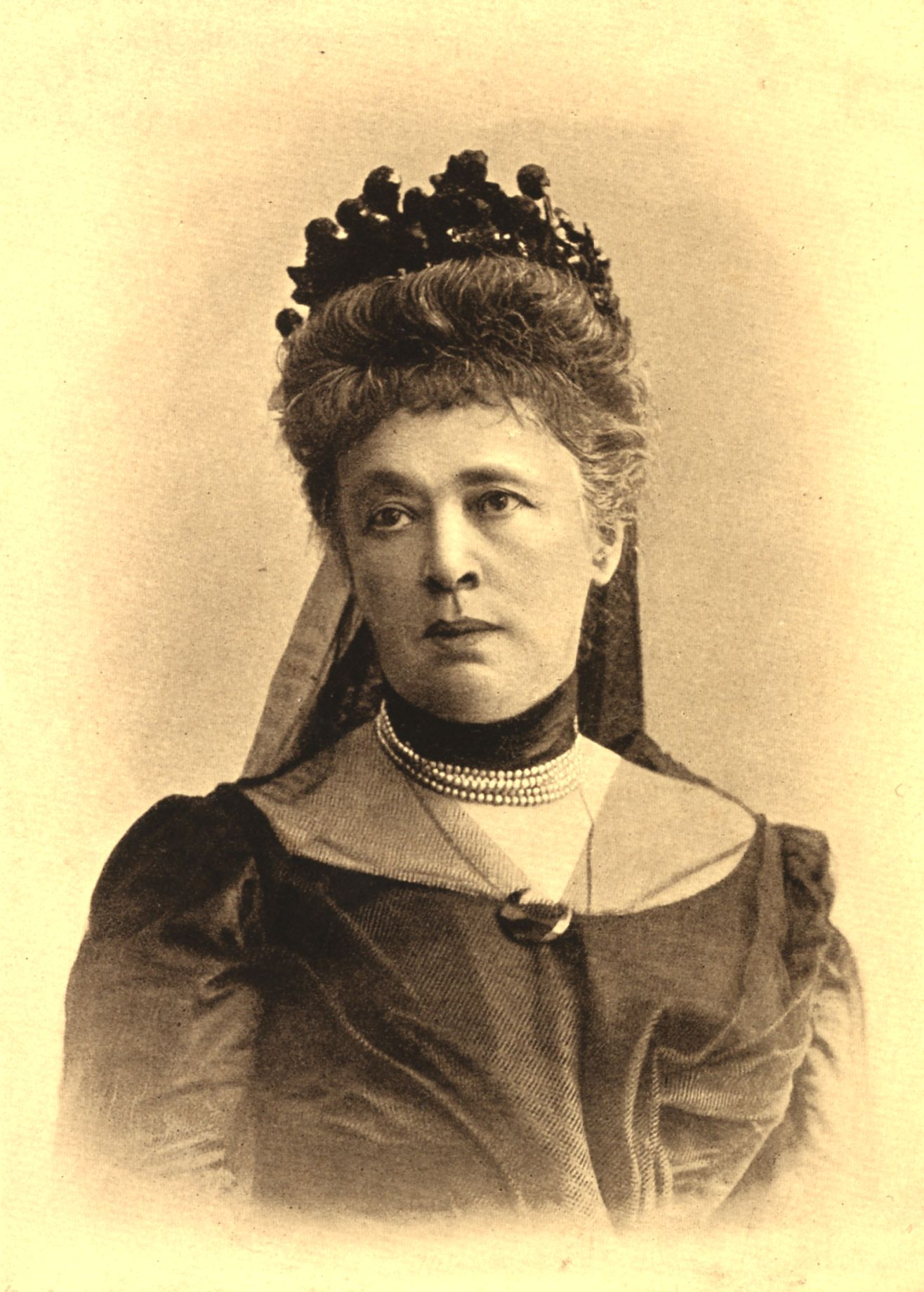
Берта фон Зутнер в 1911 году

Берта фон Зутнер родилась 9 июня 1843 года в Праге (в то время Австрийская империя) в семье австрийского генерала графа Франца Йозефа Кински фон Вхиниц унд Теттау.
Отец скончался незадолго до рождения дочери, и её воспитанием занималась мать София Вильгельмина (урожденная фон Кёрнер, дальняя родственница поэта Теодора Кёрнера), а также опекун, оба входившие в австрийские придворные круги. Так получилось, что Берта Кински была воспитана в милитаристских традициях австрийского аристократического общества — тех самых традициях, с которыми она вела беспощадную борьбу всю вторую часть своей сознательной жизни. При этом до конца своей жизни Берта сталкивалась с исключением из австрийского высшего дворянства из-за своего "смешанного" происхождения - ее мать происходила из нетитулованного дворянства; например, только те, кто имел безупречную аристократическую родословную, восходящую к их пра-пра-бабушке и дедушке, имели право быть представленными при императорском дворе. Она была дополнительно в невыгодном положении, потому что у ее отца, как у третьего сына, не было больших поместий или других финансовых ресурсов, которые можно было бы завещать. 
Мать и тётя Берты, считавшие себя ясновидящими, отправились играть в азартные игры в Висбаден летом 1856 года, надеясь вернуться с состоянием. Их проигрыши оказались настолько велики, что они были вынуждены переехать в Вену. Во время этой поездки Берта получила предложение руки и сердца от принца Филиппа цу Сайн-Витгенштейн-Берлебурга (1836–1858), третьего сына принца Августа Людвига цу Сайн-Витгенштейн-Берлебурга и его жены Франциски Аллесины, урождённой фон Швейцер (1802–1878), которое было отклонено из-за её юного возраста. Семья вернулась в Висбаден в 1859 году; вторая поездка оказалась столь же неудачной, и им пришлось переехать в небольшой дом в Клостернойбурге. Вскоре после этого Берта написала своё первое опубликованное произведение — повесть «Земные сны в космосе», которая вышла в «Немецкой женщине». Из-за продолжающихся финансовых трудностей Берта ненадолго обручилась с богатым Густавом, бароном Гейне фон Гельдерн, который был старше её на 31 год и принадлежал к банковской семье Гейне, но она сочла его непривлекательным и отвергла
В 1864 году семья Кинских провела лето в Бад-Хомбурге, модном месте для азартных игр среди аристократии того времени. Берта подружилась с грузинской аристократкой Екатериной Дадиани, княжной Мингрельской, и лично познакомилась с царём Александром II. Стремясь сделать карьеру оперной певицы в качестве альтернативы замужеству по расчёту, она прошла интенсивный курс обучения, работая над своим голосом по четыре часа в день. Несмотря на обучение у выдающегося Жильбера Дюпре в Париже в 1867 году и у Полины Виардо в Баден-Бадене в 1868 году, она так и не получила профессионального контракта. Она страдала от боязни сцены и не могла хорошо выступать. Летом 1872 года она обручилась с принцем Адольфом цу Сайн-Витгенштейн-Хоэнштейном (1839-1872), сыном принца Александра цу Сайн-Витгенштейн-Хоэнштейна (1801-1874) и графини Амалии Луизы фон Бентхайм-Текленбург-Редской (1802-1887). Принц Адольф умер в море в октябре того же года, когда отправился в Америку, чтобы скрыться от долгов.
Опекун Берты (ландграф Фридрих цу Фюрстенберг) и её кузина Эльвира умерли в 1866 году, и она (теперь уже старше обычного брачного возраста) всё больше чувствовала себя скованной эксцентричностью своей матери и бедственным финансовым положением семьи. К тому времени, когда ей исполнилось 30 лет, её мать промотала наследное состояние. Берта нанялась гувернанткой к четырём дочерям венского семейства Зутнер, где в неё вскоре влюбился один из трёх сыновей — барон Артур Гундаккар фон Зутнер. Берта отвечала ему взаимностью. В 1876 году при поддержке своих работодателей она откликнулась на газетное объявление, в результате чего на короткое время стала секретарем и экономкой Альфреда Нобеля в Париже. За несколько недель ее работы у нее с Нобелем завязалась дружба, и Нобель, возможно, делал романтические предложения, однако Берта сохранила преданность Артуру. После вступления в брак вопреки воли родителей Артур Зутнер был лишён наследства, и пара переехала более чем на восемь лет, с 1876 по 1885 год, к княгине Екатерине Дадиани, вдове владетельного князя Мегрелии Давида I. Несмотря на связи с местным обществом, в Грузии Зутнеры находились в трудных финансовых условиях, жили в простом трехкомнатном домике, и зарабатывали на жизнь случайными заработками. Артур занимался бухгалтерией, строительством и даже дизайном обоев, Берта преподавала языки, писала лёгкие романы и переводила. Незаконченным остался перевод грузинского национального эпоса «Витязь в тигровой шкуре» на немецкий язык. Артур рисовал планы и образцы обоев. Последние годы своего пребывания в Грузии, прожитые в Тбилиси, несмотря на тяжелые обстоятельства, Берта фон Зутнер позже вспоминала как счастливое время.
Когда между Россией и Турцией в 1877 году началась война, Артур фон Зутнер стал писать репортажи с театра военных действий в венские периодические издания. Популярность статей мужа вдохновила взяться за перо и Берту. Она сочиняла рассказы, эссе — большей частью под псевдонимом В. Oulot. Вместе с Артуром — под влиянием Э. Золя, идей Ч. Дарвина и Г. Спенсера — написала четыре романа: «Inventarium einer Seele» (Лейпциг, 1883; 2 изд. 1888); «Ein Manuskript» (Лейпциг, 1885); «High Life» (Мюнхен, 1886); «Daniela Dormes» (Мюнхен, 1886).
Её муж Артур Гундаккар фон Зутнер (1850—1902) тоже известен как автор ряда романов и новелл: «Daredjan» (Мюнхен, 1884); «Der Battono» (Штутгарт, 1886); «Anderl» (Дрезден, 1889); «Die Adjàren» (Штутгарт, 1889) и др.
В конце концов Зутнеры помирились с семьёй Артура и в мае 1885 года смогли вернуться в Австрию, где пара жила в замке Харманнсдорф в Нижней Австрии.

## «Долой оружие!»
В 1886—1887 годах Зутнеры жили в Париже, встречались с А. Нобелем и Э. Ренаном, познакомились с деятельностью «Ассоциации мира и международного арбитража» в Лондоне и аналогичных организаций в странах континентальной Европы. Загоревшись идеями арбитража, Берта фон Зутнер написала книгу «Эпоха машин» (1889), где выступила с критикой пропаганды национализма и милитаризма в европейских странах. Это произведение вызвало широкое обсуждение как в обществе, так и в кругах литературных критиков.
В 1889 году вышла книга Зутнер «Долой оружие!» («Die Waffen nieder!»), рассказывающая о жизни молодой женщины, судьба которой была искалечена европейскими войнами 60-х годов XIX века. Это горячий протест против войны, написанный с большим знанием дела и огромным запасом наблюдений, протест с точки зрения жены, матери и семьи, много претерпевшей от ужасов войны.
Впечатление от изображённых в романе сцен военного насилия на читающую публику был ошеломляющим. Роман «Долой оружие!», написанный со знанием военного дела и человеческой психики, принёс популярность не только автору, но и всему антивоенному движению. Лев Толстой сравнивал его влияние с воздействием знаменитой книги Г. Бичер-Стоу «Хижина дяди Тома». Эту книгу цитировали в австрийском правительстве, переводили на многие языки. Роман был перепечатан В. Либкнехтом в газете немецких социал-демократов «Форвертс».

## Международная общественная деятельность
Популярность романа позволила писательнице установить контакты с европейскими группами борцов за мир. В 1891 году Зутнер присутствовала на первом в своей жизни конгрессе миролюбивых сил, организованном в Риме «Межпарламентским союзом». В том же году она основала «Австрийское общество мира», которое стало первой пацифистской организацией в стране. В 1892 году Зутнер стала членом-учредителем «Бернского бюро мира» — организации, призванной координировать деятельность пацифистских групп, создающихся во многих странах Европы. В течение 20 лет она выполняла обязанности вице-президента этого Бюро.
В том же 1892 году Берта фон Зутнер вместе с Альфредом Фридом основала пацифистский журнал «Долой оружие!», в котором вела рубрику «Комментарии на полях по современной истории».
90-е годы XIX века стали периодом резкого нарастания милитаризма; Зутнер участвовала в работе многочисленных конференций миролюбивых сил, причём часто оказывалась единственной женщиной-делегатом. Берта и её муж Артур фон Зутнер приложили немало усилий для организационной, информационной и финансовой подготовки Гаагской мирной конференции 1899 года. После смерти мужа в 1902 году Зутнер продолжала активную пацифистскую деятельность, совершила турне по США и Германии, выступая с лекциями (1904—1905), встречалась с президентом США Теодором Рузвельтом.

## Нобелевская премия мира

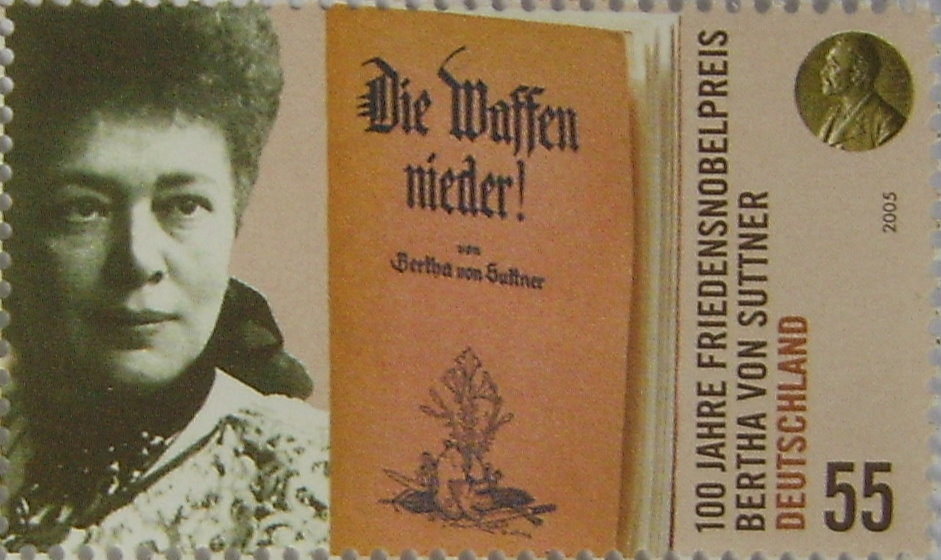
Почтовая марка ФРГ, посвящённая Б. Зутнер, 2005, 55 центов

Переписка с А. Нобелем и призывы Берты жертвовать средства на финансирование пацифистских проектов как эффективного средства предотвращения потенциальных войн привели к тому, что в 1893 году в личном письме Нобель пообещал ей учредить премию мира.
Премия была присуждена ей 10 декабря 1905 и вручена 18 апреля 1906 в Христиании (Осло). Зутнер стала первой женщиной, удостоенной премии мира, и второй женщиной в истории лауреатов Нобелевской премии (после Марии Склодовской-Кюри). После получения Нобелевской премии известность Зутнер как писательницы и оратора возросла ещё больше. В 1905 году благодаря её поддержке возникло «Общество англо-германской дружбы»; в 1908 году с трибуны «Лондонского мирного конгресса» прозвучал её призыв к объединению стран Европы как к единственному средству избежать мировой войны. Она публиковала многочисленные статьи, написала роман о проблемах мира и женского движения «Помыслы человечества» (1911).
В 1912 году Зутнер совершила вторую поездку в США. В своих лекциях Зутнер предупреждала об опасности милитаризации Китая, решительно выступала против строительства военных самолётов.

## Последние годы
В последние годы в жизни Зутнер было немало счастливых и трагических событий. В немецкой националистической прессе её называли «фурией пацифизма» или снисходительно — «мирной Бертой», в милитаристских кругах Австрии — «изменницей». В 1913 году на «Международном конгрессе мира» в Гааге ей был присвоен неофициальный титул «генералиссимуса» пацифистского движения. Она была удостоена высокого звания почётного президента «Международного бюро мира» в Берне, избрана членом консультативного совета «Фонда мира» Карнеги в США.
Отказавшись от операции по поводу злокачественной опухоли, Зутнер скончалась в Вене 21 июня 1914 года, всего за полтора месяца до начала Первой мировой войны.

## Память
Столетие присуждения Нобелевской премии мира Берте Зутнер отмечалось в 2006 году под эгидой ЮНЕСКО.
В 2014 году немецкие кинематографисты сняли телевизионный фильм «Любовь ради мира — Берта фон Зутнер и Альфред Нобель» / «Eine Liebe für den Frieden — Bertha von Suttner und Alfred Nobel» (режиссёр Урс Эггер / Urs Egger).